# Odilo Globocnik

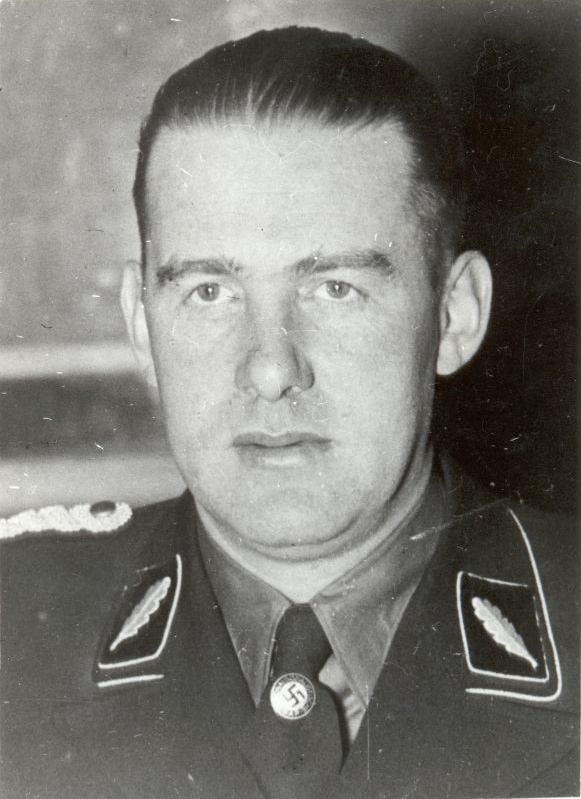
Odilo Globocnik als SS-Standartenführer (1938)

Odilo Lothar Ludwig Globocnik, auch Globotschnig(g), Spitzname Globus (* 21. April 1904 in Triest, Österreich-Ungarn; † 31. Mai 1945 in Paternion, Kärnten), war ein österreichischer Kriegsverbrecher, Nationalsozialist, SS-Gruppenführer und als Generalleutnant der Polizei ab 1943 Höherer SS- und Polizeiführer (HSSPF) für die Operationszone Adriatisches Küstenland. Nach Kriegsende wurde er Ende Mai 1945 durch Angehörige der britischen Armee festgenommen und beging kurz darauf Suizid.
Nach dem „Anschluss Österreichs“ an das Deutsche Reich war er für einige Monate Gauleiter in Wien und dort maßgeblich für die Judenverfolgung mitverantwortlich. Nach der deutschen Besetzung Polens wurde er im Distrikt Lublin des Generalgouvernements SS- und Polizeiführer (SSPF). Als Leiter der Aktion Reinhardt zur Vernichtung der Juden im Generalgouvernement unterstanden ihm die Vernichtungslager Belzec, Sobibor und Treblinka. In seiner Eigenschaft als Geschäftsführer der Ostindustrie GmbH organisierte er die Ausbeutung jüdischer Arbeitskräfte. Als HSSPF war er in seinem Einsatzgebiet für die so genannte Bandenbekämpfung und die Deportation von Juden in das KZ Auschwitz-Birkenau zuständig.

## Leben

### Familiärer Hintergrund, Schulzeit und (abgebrochenes) Studium
Odilo Globocnik war das zweite Kind des Postbeamten Franz Globocnik. Die Familie stammte väterlicherseits aus Neumarktl (slowen. Tržič) in der Oberkrain. Seine Mutter Anna, geborene Petschinka/Pecsinka, kam aus Werschetz (serbisch Vršac) im Banat. Der Vater war zunächst Berufsoffizier und trat dann als Rittmeister a. D. in den Postdienst ein. Globocniks Familie zog 1914 von Triest nach Lanschütz um.
Nach dem Besuch der Volksschule in seiner Heimatstadt trat Globocnik 1915 in die Militär-Unterrealschule Sankt Pölten ein. Er wird als „recht begabt“ und „sehr fleißig“ beschrieben, soll über „sehr anständige und gefällige Umgangsformen“ verfügt und sich stets „musterhaft“ benommen haben. Laut Fragebogen des Reichssicherheitshauptamtes wurde er am 18. November 1918 in Österreich eingebürgert. Er übersiedelte mit seiner Familie nach Klagenfurt und besuchte dort von Herbst 1919 bis Juli 1923 die höhere Staatsgewerbeschule, wo unter anderem Italienisch und Slowenisch zu den Unterrichtsfächern gehörten. Die Schulausbildung schloss er mit der Matura ab. Nebenbei arbeitete er als Kofferträger auf dem Bahnhof Klagenfurt.
Ab 1922 war Globocnik mit Margarete Michner (* 1908) verlobt, die er jedoch nie heiratete.

### Beruf
Globocnik erhielt 1923 bei der Kärntner-Wasserkraft-AG (KAWAG) seine erste Anstellung als Bautechniker in Frantschach im Lavanttal und war bis 1930 an mehreren Kraftwerksbaustellen beschäftigt. Anschließend fand er eine Beschäftigung bei dem Klagenfurter Bauunternehmen Rapatz, wo er bis Januar 1934 als Bauleiter (möglicherweise nur Polier) beschäftigt war. Wegen nationalsozialistischer Betätigung nach dem NSDAP-Verbot in Österreich wurde er mehrmals festgenommen, konnte aber in der Haft 1933 die Prüfung zum Bauleiter ablegen. Danach durfte er seinen Beruf nicht mehr ausüben und wurde hauptamtlicher NSDAP-Funktionär.

## Politische Betätigung
Globocnik nahm von 1918 bis 1920 am sogenannten Kärntner Abwehrkampf teil und war während der Vorbereitungen für die Volksabstimmung als „‚illegaler‘ Propagandist“ tätig. Als sich anschließend ein „Heimatschutz“ bildete, aus dem eine nationalsozialistisch geprägte Sturmabteilung entstand, schloss er sich dieser Gruppierung an. 1922 trat Globocnik der DNSAP bei, aus der er später wieder ausschied. Zum 1. März 1931 trat er der NSDAP bei (Mitgliedsnummer 442.939). Bis zum NSDAP-Verbot in Österreich am 19. Juni 1933 war Globocnik Propagandaleiter der Nationalsozialistischen Betriebszellenorganisation.
Globocnik wurde mehrmals wegen politischer Vergehen als illegaler Nationalsozialist verhaftet und viermal zu Haftstrafen verurteilt. Neben einer sechs- und einer vierwöchigen Haftstrafe im August bzw. November 1933 erhielt er im Dezember 1934 und August 1935 jeweils eine sechsmonatige Haftstrafe. Insgesamt befand er sich von 1933 bis 1936 jedoch weniger als ein Jahr in Haft. Seine Rolle bei der Ermordung des jüdischen Juweliers Norbert Futterweit im Juni 1933 in Wien ist ungeklärt.
Globocnik wurde 1933 Stellvertreter des Gauleiters von Kärnten Hubert Klausner. Sehr wahrscheinlich nahm er nicht aktiv am Juliputsch 1934 teil. Am 1. September 1934 trat Globocnik in die SS (SS-Nummer 292.776) ein. Er baute für diese Organisation einen illegalen Nachrichtendienst in Kärnten auf. Über die Schweiz und Italien schleuste er acht Millionen Schilling an „geheimen Hilfsgeldern aus dem Deutschen Reich“ nach Österreich. Als sich fast alle Spitzenfunktionäre der österreichischen NSDAP in Haft befanden, leitete Globocnik im Sommer 1935 die Partei vorübergehend von Budapest aus. Globocnik übernahm 1936 kurzzeitig kommissarisch die Landesleitung der NSDAP in Kärnten und wurde dann Stabsleiter der österreichischen Landesleitung.

### Eroberung der Macht in Österreich
Fünf Tage nach Abschluss des „Juliabkommens“ 1936 beorderte Adolf Hitler Globocnik zusammen mit Friedrich Rainer zu sich auf den Berghof, um ihnen Instruktionen für das weitere Vorgehen der NSDAP in Österreich zu geben: Er forderte eine diszipliniert auftretende NSDAP in Österreich und nach Abstimmung mit Rainer und Globocnik eine Zusammenarbeit mit der Vaterländischen Front. Globocnik gehörte neben Klausner und Rainer zur sogenannten „Kärntner Gruppe“, die in Opposition zum revolutionären Kurs des SA-Führers und Landesleiters der NSDAP in Österreich Josef Leopold stand. Er wurde zum wichtigsten Verbindungsmann dieser innerparteilichen Opposition zur NSDAP im Deutschen Reich. Durch den von ihm aufgebauten österreichweit operierenden illegalen Nachrichtendienst (Sonderdienst der Gauleitung) konnte diese Gruppierung erheblich an Einfluss gewinnen. Leopold enthob während des parteiinternen Konflikts Globocnik und Rainer im Herbst 1936 ihrer Parteifunktionen und verkündete im Österreichischen Beobachter im November 1937 Globocniks NSDAP-Ausschluss wegen „parteischädigenden Verhaltens“. Dieser Konflikt, der die Partei spaltete, führte im Februar 1938 zur Absetzung Leopolds als Landesleiter. Hitler ernannte am 21. Februar 1938 Klausner zum Landesleiter in Österreich, Rainer zum politischen Leiter und Globocnik zum Organisationsleiter.
Nach dem „Anschluss“ Österreichs wurde Globocnik am 12. März 1938 zum Staatssekretär in der von Arthur Seyß-Inquart geführten und nur wenige Wochen bestehenden österreichischen Landesregierung ernannt. Nach der Reichstagswahl vom 10. April 1938 zog er als Abgeordneter für das Land Österreich in den nationalsozialistischen Reichstag ein. Im Mai 1938 wurde er rückwirkend zum 12. März 1938 zum SS-Standartenführer befördert.

### Gauleiter von Wien

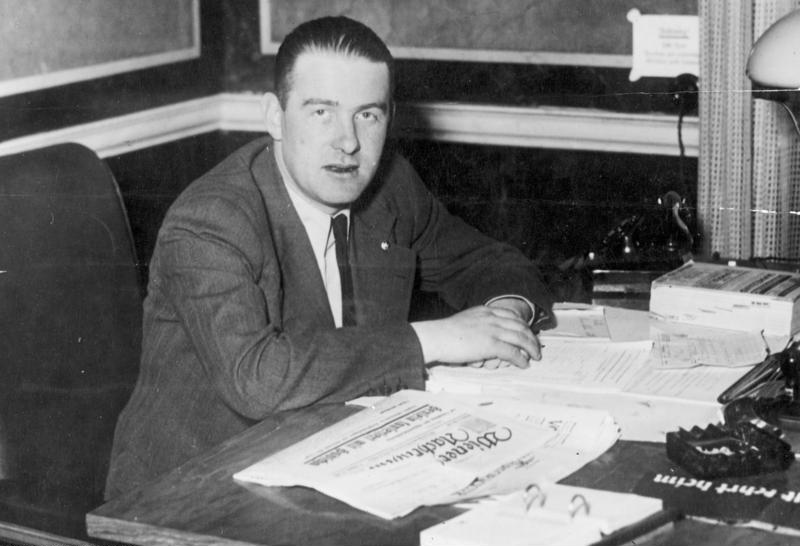
Gauleiter Odilo Globocnik am Schreibtisch sitzend. Aufnahme von 1938.

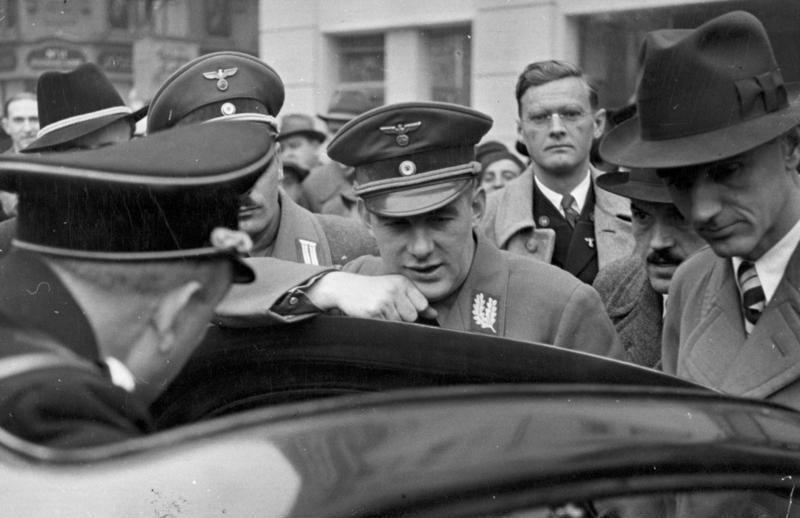
Odilo Globocnik besichtigt die in Wien auf dem Platz Am Hof vor der Gauleitung aufgestellten KdF-Wagen, November 1938.

Am 24. Mai 1938 wurde Globocnik durch Hitler als Gauleiter im Gau Wien eingesetzt. Diese Entscheidung wurde von vielen Wiener Parteigenossen und österreichischen SA-Führern kritisiert, da er Kärntner und SS-Führer war und Leopold in Wien noch über erheblichen Rückhalt in der Partei verfügte. Zum Antritt seines Amtes verkündete er die Reorganisation der Wiener Partei und die Übernahme von SA-Führern in Führungspositionen der Wiener NSDAP.
Globocnik sah sich selbstgefällig in einer bedeutenden Rolle beim „Anschluss“ Österreichs und verfasste diesbezüglich sogar ein Memorandum, in dem er seine Aktivitäten für die Partei und beim Anschluss Österreichs hervorhob. In Personalunion wurde er örtlicher Gauwalter der DAF in Wien.
Als Gauleiter versagte er vollkommen. Zunächst geriet er mit dem Reichskommissar für die Wiedervereinigung Österreichs mit dem Deutschen Reich, Josef Bürckel, in Konflikt. Nach der Verwüstung des Erzbischöflichen Palais durch Mitglieder der Hitlerjugend am 8. Oktober 1938 distanzierte sich auch der noch katholische Seyß-Inquart. In der Wiener Bevölkerung wurde ihm vielfach übelgenommen, dass er Wien im Vergleich mit Berlin nicht als ebenbürtig ansah.
In Wien war Globocnik maßgeblich für die Vertreibung, Misshandlung und Enteignung der örtlichen jüdischen Bevölkerung verantwortlich. Während der Arisierungen kam es in Wien zu willkürlichen Enteignungen und Korruption. Durch fehlende Verwaltungsstrukturen gab es auch finanzielle Unregelmäßigkeiten beim Parteivermögen: Globocnik hatte den Adolf-Luser-Verlag zu teuer erworben und das Haus der Vaterländischen Front weit unter Wert verkauft. Darlehen vergab er an Freunde, so 13.000 RM an den Salzburger Gauleiter Rainer. Weiterhin wurden im Gau Wien Parteispenden nicht korrekt verbucht und zweckentfremdet. Schließlich geriet Globocnik auch mit dem Reichsschatzmeister Franz Xaver Schwarz in Konflikt, da er sich der „Finanzhoheit der Münchner NS-Behörden“ nicht unterordnen wollte. Nach einer Buchprüfung des Gaus Wien im September 1938 wurde Globocniks Finanzgebarung stark kritisiert und ihm die Finanzhoheit entzogen. Globocnik hinterließ im Gau Wien ein finanzielles und organisatorisches Chaos, als er am 30. Januar 1939 wegen dubioser Devisengeschäfte, Geheimkonten für erpresstes jüdisches Geld und wegen Unterschlagung von Parteigeldern aus dem Amt entfernt wurde.
Nach seiner Ablösung wurde Globocnik nach drei bis vier Wochen Urlaub zur Bewährung zur SS-Verfügungstruppe versetzt, wo er seinen mehrmonatigen Militärdienst ableisten sollte. Mit Beginn des Zweiten Weltkrieges nahm er im Rang eines SS-Unterscharführers (entspricht Unteroffizier) der SS-Verfügungstruppe am Überfall auf Polen teil.

## Zweiter Weltkrieg

### SS- und Polizeiführer des Distrikts Lublin

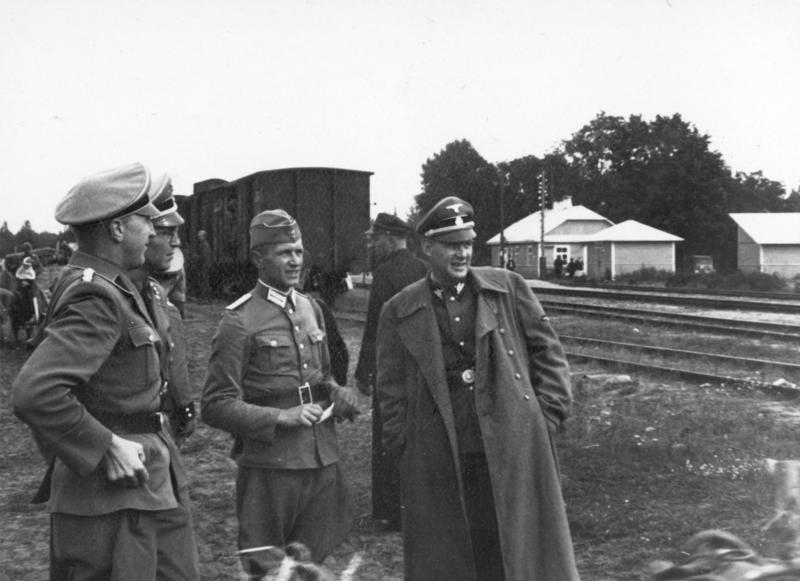
Globocnik (rechts im Bild) verabschiedet einen Umsiedlerzug im Rahmen der Umsiedlung von Wolhyniendeutschen. Aufnahme von 1940.

Am 9. November 1939 wurde Globocnik nach seiner „Bewährung“ von Reichsführer SS Heinrich Himmler zum SS- und Polizeiführer (SSPF) des Distrikts Lublin im Generalgouvernement ernannt. Zeitgleich wurde er zum SS-Brigadeführer und Generalmajor der Polizei ernannt. Zuvor hatte er dem Vater seiner Braut erklärt, ihm sei „ein hohes Amt“ angeboten worden, über das er schweigen müsse, deshalb wolle er seine Heirat erneut verschieben. Im November 1939 löste Globocnik nach 17 Jahren die Verlobung mit Margarete Michner.
Zusätzlich zu seiner Funktion als SSPF war er in Personalunion Hauptregierungsvertreter des Deutschen Reiches für die Umsiedlung von Wolhyniendeutschen. Außerdem erhielt er von Himmler Kompetenzen, die über den Funktionsbereich eines SSPF hinausgingen und seine Position gegenüber der Zivilverwaltung des Distrikts Lublin stärkten. So unterstand die örtliche NSDAP ihm und nicht dem Distriktgouverneur. Dieser war Globocniks Vorgesetzter, dem er direkt unterstellt war. Dennoch agierte Globocnik – von Himmler protegiert – im Distrikt Lublin weitestgehend autonom. In der SS-Hierarchie unterstand er de facto dem Höheren SS- und Polizeiführer (HSSPF Ost) Friedrich-Wilhelm Krüger.
Globocniks Amtsführung zeichnete sich durch besondere Brutalität gegenüber der Zivilbevölkerung aus. Die zahlenmäßig geringen deutschen Polizeieinheiten im Distrikt Lublin wurden durch den von Globocnik aufgebauten örtlichen Volksdeutschen Selbstschutz verstärkt und verübten Massaker an polnischen Zivilisten. Im Zuge der „AB-Aktion“ bezeichnete sogar der Generalgouverneur Hans Frank dessen Truppe als „Mörderbande“.
Globocnik genoss seine Machtfülle in Lublin und führte einen aufwändigen Lebensstil in einer Villa in der Boczna Lubomelskiej Str. 4/6. Während seiner Zeit in Lublin war er mit Irmgard Rickheim liiert, mit der er sich im Sommer 1941 verlobte. Im April 1942 beschwerte sich ein SS-Führer bei Himmler über Rickheim wegen ungebührlichen Verhaltens in einem Zakopaner Lokal. Nach Rücksprache mit Himmler im August 1942 löste Globocnik auch diese Verlobung.

#### Judenverfolgung und Leiter der Aktion Reinhardt

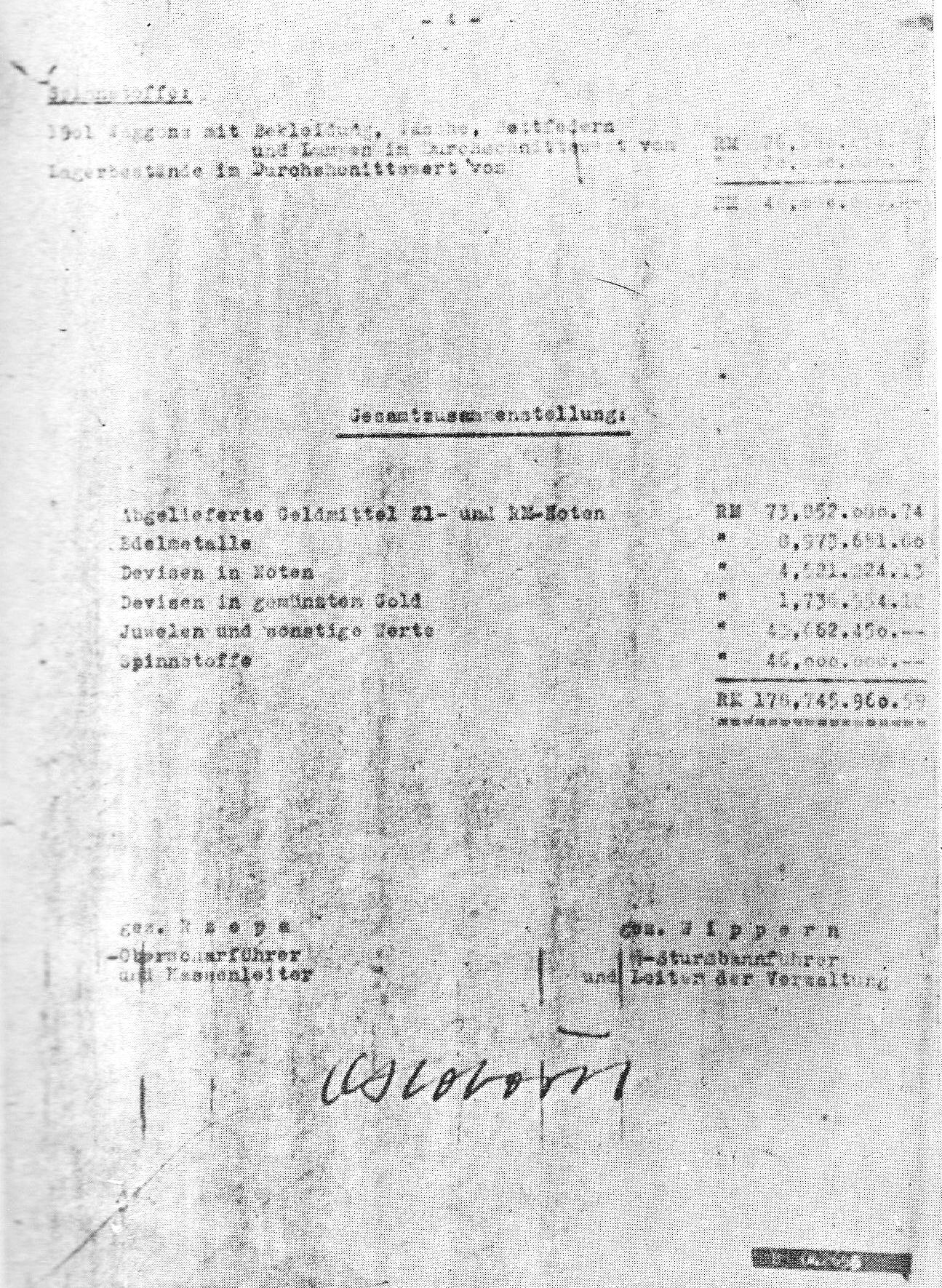
Gesamtzusammenstellung über den „finanziellen Gesamtgewinn“ der Aktion Reinhardt (15. Dezember 1943)

Globocnik begann in seinem Einflussbereich umgehend nach seinem Amtsantritt mit der Judenverfolgung: Er gehörte zu den ersten SS- und Polizeiführern, die Zwangsarbeitslager für Juden einrichten ließen, so bereits 1939 in Lublin-Lipowa und 1940 am Burggraben. In der Folge entstand ein Zwangsarbeitskomplex im Distrikt Lublin. Er ließ „wilde“ Razzien in Betrieben durchführen, denen danach die jüdischen Arbeitskräfte für den ordnungsgemäßen Arbeitsablauf fehlten. Die Zwangsarbeitslager im Distrikt Lublin wurden im März 1943 in das neugegründete SS-Unternehmen Ostindustrie GmbH (OSTI) überführt, dessen Geschäftsführer Globocnik und Max Horn vom SS-Wirtschafts- und Verwaltungshauptamt wurden.
Globocnik erhielt von Himmler um den 13. Oktober 1941 herum den Befehl zur Ermordung der Juden im Generalgouvernement und wurde im Frühjahr 1942 Leiter der „Aktion Reinhardt“. Er hatte bereits den Aufbau des Konzentrationslagers Majdanek überwacht, nun organisierte er die Inbetriebnahme der Vernichtungslager Belzec, Sobibor und Treblinka. In Belzec und der Nähe hatte er schon im Mai 1940 acht Lager für 10.000 jüdischen Zwangsarbeiter errichten lassen. Sie sollten Flussbegradigungen durchführen, Sümpfe trockenlegen und Panzergräben als Grenzbefestigung an der Demarkationslinie zum sowjetisch besetzten Polen ausheben. Diese Arbeiten führten zu einer hohen Todesrate. Die Lager wurden im Oktober 1940 nicht weiter genutzt.
Zu seinen Mitarbeitern im Stab der Aktion Reinhardt gehörten u. a. sein Adjutant und Stabsführer Ernst Lerch und der Leiter der „Hauptabteilung Reinhardt“ Hermann Höfle, der Absender des Höfle-Telegramms. Christian Wirth, der bereits bei der Vernichtung Behinderter (Aktion T4) Erfahrung in der Tötung mit Gas hatte, wurde von ihm zur Optimierung der fabrikmäßigen Tötung von Menschen als „Inspekteur der SS-Sonderkommandos Aktion Reinhardt“ herangezogen. Innerhalb von eineinhalb Jahren wurden im Zuge der Aktion Reinhardt bis zu 2.000.000 Menschen beraubt und fabrikmäßig ermordet. Den finanziellen Gesamtgewinn dieser Aktion gab Globocnik mit mehr als 178 Millionen Reichsmark an. Darin noch nicht enthalten sind der Wert der Immobilien und jene Gelder und Schmuckgegenstände, die von den an der Aktion beteiligten Personen gestohlen wurden.

„Die Juden wollte er, soweit er sie nicht zur Arbeit brauchte, sofort an Ort und Stelle vernichten, ihr Eigentum in große Sammellager schaffen und für die SS auswerten. Er erzählte das in gemütlichem Plauderton in seinem Wiener Dialekt in der Nacht am Kamin, als wenn es sich um die harmlosesten Geschichten handelte […] Während ich mich mit Eichmann immer herumschlug, um die Judentransporte nach Auschwitz abzubremsen, konnte Globocnik nicht genug bekommen, denn er wollte unbedingt mit seinen Vernichtungen und seinen erfaßten Werten an der Spitze stehen.“

#### Zwangsumsiedlungen und Aktion Zamość
Globocnik hatte sich für Himmler als so nützlich erwiesen, dass er ihn nach dem Überfall auf die Sowjetunion am 17. Juli 1941 zum „Beauftragten für die Errichtung der SS- und Polizeistützpunkte im neuen Ostraum“ ernannte. Faktisch war er somit mit der Durchführung des Generalplans Ost betraut, dem niemals schlüssig fertiggestellten Gesamtkonzept der Nationalsozialisten für die Kolonisierung und Germanisierung Ostmittel- und Osteuropas. In diesem Rahmen sollte Globocnik Himmler helfen, ein erstes Teilkonzept umzusetzen, das „Programm Heinrich“. Dazu holte er sich teilweise seine Weggefährten aus der Kärntner Zeit, die nun seine Standortkommandeure wurden: Georg Michalsen für Riga, Kurt Claasen für Białystok und Minsk, Hermann Höfle für Mogilew, Richard Thomalla für Starakonstantinow, Zwiahel und Kiew und Hermann Dolp für Minsk und Mogilew. Am 20. Juli 1941 wies Himmler Globocnik an, in Lublin ein SS- und Polizeiviertel zu schaffen und im Distrikt Lublin Deutsche großflächig ansiedeln zu lassen. Diese Planungen wurden in den Folgemonaten noch erweitert. Der im Generalplan Ost für die Gebiete der Sowjetunion vorgesehene Bevölkerungsaustausch, der sich nicht verwirklichen ließ, weil der Vorstoß der Wehrmacht in der Schlacht um Moskau gestoppt worden war, sollte nun im kleineren Maßstab im Bezirk Lublin ausprobiert werden: Globocniks Herrschaftsbereich wurde dadurch zu einem „zentralen Testgelände für die Rasseutopien der Nazis“. Globocnik ließ im November 1941 sieben Dörfer des Bezirks Zamość gewaltsam entvölkern, um dort volksdeutsche Familien neu anzusiedeln. Im folgenden Jahr wurde auf Befehl Globocniks die aus volksdeutschen Siedlern bestehende SS-Landwacht Zamosc aufgestellt, der Globocnik eine wichtige Rolle bei der Vertreibung der polnischen Bevölkerung des Bezirks Zamosc zugedacht hatte. Von November 1942 bis März 1943 wurden während der Aktion Zamość 110.000 Polen „zwangsumgesiedelt“. Diese Maßnahme gab der polnischen Widerstandsbewegung vor Ort erheblichen Zulauf. Bis zu Globocniks Ablösung als SSPF Lublin im August 1943 wurde diese Aktion unter anderen Bezeichnungen gegen den massiven Widerstand der Zivilverwaltung weitergeführt.

„Vollnatur mit all ihren großen Licht- und Schattenseiten. Wenig auf das Äußerliche gebend, fanatisch von der Aufgabe besessen, sich bis ins Letzte für sie einsetzend ohne Rücksicht auf Gesundheit oder äußerlichen Dank. Einer der besten und stärksten Pioniere im G.G. Verantwortungsbewußt, selbstbewußt, mutig, Tatsachenmensch. Sein Draufgängertum läßt ihn oft die gegebenen Grenzen sprengen und die ihm innerhalb des Ordens gezogenen Grenzen vergessen, jedoch nicht aus persönlichem Ehrgeiz, sondern vielmehr aus Besessenheit um der Sache willen. Der Erfolg spricht unbedingt für ihn.“

#### Ablösung als SSPF Lublin
Auch in Lublin verstrickte sich Globocnik wieder in Kompetenzstreitigkeiten mit NS-Institutionen, wie sie in der nationalsozialistischen Polykratie regelmäßig vorkamen. Insbesondere hatte er sich mit der Zivilverwaltung bezüglich seiner Umsetzung von antijüdischen und antipolnischen Maßnahmen auseinanderzusetzen. Er bemühte sich ab Sommer 1941 durch Ansiedlung volksdeutscher Familien im Distrikt Lublin eine Siedlungsbrücke zwischen dem Baltikum und der Ukraine zu schaffen, die so genannte Globocnik-Brücke. Kontrahent Globocniks war vor allem Generalgouverneur Hans Frank, unter den Konflikten hatte aber besonders der Zivilgouverneur Ernst Zörner zu leiden, der sich heftigen Anfeindungen Globocniks ausgesetzt sah. Nachdem Globocnik auch mit Zörners Nachfolger im Gouverneursamt Richard Wendler wegen seiner fehlgeschlagenen Umsiedlungsmaßnahmen in Konflikt gekommen war, entschloss sich Himmler, ihn zu versetzen. Zunächst sollte Globocnik als Vertreter des HSSPF Russland-Mitte eingesetzt werden; wahrscheinlich trat er dieses Amt nie an. Zum 16. August 1943 folgte Jakob Sporrenberg Globocnik im Amt des SSPF Lublin nach.

### Höherer SS- und Polizeiführer in der „Operationszone Adriatisches Küstenland“
Nach dem Waffenstillstand Italiens mit den Alliierten am 9. September 1943 und der anschließend anlaufenden Besetzung des Landes durch die Wehrmacht wurde Globocnik am 13. September 1943 zum Höheren SS- und Polizeiführer (HSSPF) in der „Operationszone Adriatisches Küstenland“ mit Dienstsitz in Triest ernannt. Hier war sein alter Weggefährte Friedrich Rainer als Oberster Kommissar Leiter der Zivilverwaltung geworden. Durch diese personelle Konstellation wollte Himmler einem möglichen Konflikt zwischen Zivilverwaltung und SS/Polizei vorbeugen. Außerdem hatte er mit dem fanatischen Nationalsozialisten Globocnik einen rücksichtslosen HSSPF gefunden, dessen Heimatstadt zudem Triest war und der dort sowie in Kärnten sozialisiert worden war. Aus Lublin brachte Globocnik zudem seine Gefolgsleute mit, unter anderem Christian Wirth und Franz Stangl sowie seinen Stabschef Ernst Lerch. Unter Globocniks Gefolgsleuten befanden sich Spezialisten für die Bekämpfung von Partisanen, die Deportation und Ermordung von Juden sowie Umsiedlungs-, Volkstums- und Minderheitenfragen. Darüber hinaus führte er auch Beutegut mit. Trotzdem gefiel ihm sein neues Arbeitsgebiet nicht so recht, weil er mehr politische Rücksicht nehmen musste als in Polen und weil er sich nicht mehr so entfalten konnte, wie er es sich vorstellte. Doch versuchte Globocnik auch hier, möglichst unabhängig von anderen Dienststellen der SS und der Wehrmacht zu agieren.
Hauptaufgabengebiet Globocniks in der Operationszone Adriatisches Küstenland war die Bekämpfung der zunehmend erstarkenden Resistenza, gegen die er die ihm unterstehenden Verbände rücksichtslos vorgehen ließ. Als HSSPF unterstand ihm dort auch die Sonderabteilung Einsatz R. Ab Oktober 1943 setzte unter Globocnik die Judenverfolgung in der Operationszone Adriatisches Küstenland ein. In Triest wurde das Polizeihaftlager Risiera di San Sabba eingerichtet. Es wurde auch als Durchgangslager für ergriffene Juden genutzt, die dort bis zu ihrer Deportation u. a. in das Vernichtungslager Auschwitz-Birkenau festgehalten und ausgeraubt wurden. Das Lager diente jedoch vor allem als Gefängnis und Hinrichtungsstätte für Partisanen in Istrien. Hier lagerten auch die geraubten Wertgegenstände. Im Rahmen der sogenannten „Bandenbekämpfung“ wurde unter seinem Befehl unter anderem das Massaker von Lipa am 30. April 1944 ausgeführt, bei dem 269 Menschen, darunter Frauen und Kinder, getötet wurden.
Nachdem Hitler am 26. Juli 1944 Rainer mit der Leitung des „Ausbaus eines rückwärtigen Stellungssystems in Norditalien“ beauftragt hatte, ernannte dieser wiederum Globocnik zu seinem „allgemeinen Vertreter für die gesamte Organisation des Stellungsbaus“. Rainer schlug Globocnik später für das Deutsche Kreuz in Silber vor, weil er für dieses Vorhaben täglich bis zu „120.000 Arbeitskräfte“ zwangsverpflichtet haben soll. Nach der Verleihung des Deutschen Kreuzes in Silber erhielt er auf Betreiben Rainers kurz darauf auch das Deutsche Kreuz in Gold für seine Erfolge bei der „Bandenbekämpfung“.
Im Oktober 1944 heiratete er mit Himmlers Zustimmung schließlich Laurentia (Lore) Peterschinegg, eine Kärntner BDM-Führerin.

### Kriegsendphase, Flucht und Suizid
In den letzten Kriegsmonaten befand sich Globocniks Dienstsitz nicht mehr in Triest, sondern in dem für die deutschen Besatzer sicheren Cividale del Friuli. Von dort setzte er sich über den Plöckenpass nach Österreich ab. Noch am 4. Mai 1945 gab er in Kötschach-Mauthen Durchhalteparolen für den Endsieg aus, in denen er sich auf den 1915 einsetzenden Gebirgskrieg besann: „Es sei kein Grund zur Besorgnis vorhanden“, da „genügend Truppen im Anmarsch“ seien, um die „Briten aufzuhalten, wie es ja auch im Jahre 1915 gegen die Italiener gelungen sei“.
Danach verließ er das Gailtal in Richtung Klagenfurt. Von dort flüchtete er auf die Mösslacher Alm im Gebiet des Weißensees, wo er auf Friedrich Rainer, Ernst Lerch, Georg Michalsen und Hermann Höfle traf. Geplant war, sich gemeinsam durch Ortskundige nach Italien schleusen zu lassen, doch dazu kam es nicht mehr. Am Morgen des 31. Mai 1945 wurde die Gruppe Rainer/Globocnik von einem britischen Kommando festgenommen und nach Paternion gebracht. Nach seinem ersten Verhör vergiftete sich Globocnik dort gegen 11:30 Uhr mit Zyankali. Sein Leichnam wurde am Nachmittag seines Todestages auf der „Sautrattn“, einem Gemeinschaftsacker nahe der Ortschaft Kamering, an der Drau anonym verscharrt.

## Literarische Rezeption
In Robert Harris’ 1992 erschienenem Kriminalroman Vaterland, der in einer Alternativwelt spielt, in der Hitlerdeutschland den Krieg gewonnen hat, wird die Figur Globocniks als Hauptwidersacher des Protagonisten eingesetzt, der in den 1960er Jahren die Ermordung der europäischen Juden aufdeckt.
Im literarischen Werk des in Kärnten geborenen Schriftstellers Werner Kofler finden sowohl Odilo Globocnik, sein Adjutant Ernst Lerch wie auch zahlreiche andere an der Aktion Reinhardt maßgeblich Beteiligte mehrfache Erwähnung (siehe Tanzcafé Treblinka und Am Schreibtisch).
In dem 2006 erschienenen Roman Heldenfriedhof von Thomas Harlan spielen die Vernichtungsexperten der Aktion Reinhardt – mit Globocnik als dem Haupttäter – im Zusammenhang einer fiktiven Geschichte zur Vergangenheitsbewältigung in der Bundesrepublik Deutschland eine wesentliche Rolle.
In Jonathan Littells Roman Die Wohlgesinnten aus dem Jahr 2008 wird Globocnik als leutseliger, gleichwohl bedrohlicher Charakter gezeichnet.
Der aus Kamering bei Paternion stammende Autor Josef Winkler nimmt in seinem 2017 als Auftragswerk des Burgtheaters verfassten Stück Lass dich heimgeigen, Vater oder Den Tod ins Herz mir schreibe mehrfach Bezug auf die Bestattung Globocniks in seinem Heimatort.

## Auszeichnungen
| Globocniks SS- und Polizeiränge | Globocniks SS- und Polizeiränge                  |
| Datum                           | Rang                                             |
| ------------------------------- | ------------------------------------------------ |
| November 1937                   | SS-Untersturmführer                              |
| März 1938                       | SS-Standartenführer                              |
| September 1938                  | SS-Oberführer                                    |
| November 1939                   | SS-Brigadeführer                                 |
| September 1941                  | Generalmajor der Polizei                         |
| November 1942                   | SS-Gruppenführer und Generalleutnant der Polizei |

- Deutsches Kreuz in Gold[65] (7. Februar 1945)
- Deutsches Kreuz in Silber (20. Januar 1945)[72]
- Orden der Krone König Zvonimirs I. Klasse mit Stern und Schwertern (14. November 1944)[72]
- Eisernes Kreuz I.[73] und II. Klasse
- Kriegsverdienstkreuz I. und II. Klasse mit Schwertern
- Goldenes HJ-Ehrenzeichen (15. Mai 1944)[73]
- Bandenkampfabzeichen in Silber (17. September 1944)[72]
- Ehrendegen des Reichsführers SS
- Totenkopfring der SS